# قائمة ملوك بلغاريا
حكم ملوك بلغاريا البلاد كدولة مستقلة خلال ثلاث فترات من تاريخها كانت الأولى من تأسيس الإمبراطورية البلغارية الأولى عام 681 إلى الغزو البيزنطي لبلغاريا عام 1018 ؛ والثانية من انتفاضة آسين وبيتر التي أسست الإمبراطورية البلغارية الثانية عام 1185 حتى ضم الإمارة البلغارية إلى الإمبراطورية العثمانية عام 1396 ؛ والثالثة منذ إعادة تأسيس بلغاريا المستقلة عام 1878 إلى إلغاء الملكية في استفتاء عقد في 15 سبتمبر 1946.
من المرجح أن الحكام البلغار الأوائل كان يُطلق عليهم لقب (الخان)، ثم لقب كنياز أو (الأمير) لفترة وجيزة، ثم القيصر (الإمبراطور). تم تبني لقب القيصر (الذي أُخذ من اللاتينية) لأول مرة واستخدامه في بلغاريا من قبل سيميون الأول، بعد انتصار حاسم على الإمبراطورية البيزنطية في عام 913. كما استُخدم هذا اللقب أيضًا من قبل جميع خلفاء سيميون الأول وحتى سقوط بلغاريا تحت الحكم العثماني عام 1396. وبعد تحرير بلغاريا من العثمانيين عام 1878، تبنى ملكها الأول الإسكندر الأول لقب كنياز أو أمير. ومع ذلك، عندما تم إعلان الاستقلال في عهد فرديناند الأول في عام 1908، أستُبدل هذا اللقب بلقب قيصر مرة أخرى. واستمر استخدام كلمة قيصر تحت حكم فرديناند الأول ولاحقًا تحت ورثته بوريس الثالث وسيمون الثاني إلى أن أُلغي النظام الملكي في عام 1946. تُرجم لقب القيصر إلى «إمبراطور» في الإمبراطوريتين البلغارية الأولى والثانية، بينما تُرجم إلى «ملك» في اللغة البلغارية الحديثة.
في الوثائق الملكية البلغارية القليلة الباقية من العصور الوسطى، وصف ملوك بلغاريا أنفسهم على أنهم «الإمبراطور المؤمن بالمسيح الحاكم لجميع البلغار» أو بصيغ متشابهة مع أضافة كلمات أحيانا إلى كلمة «البلغار» مثل «... والرومان، والإغريق، أو الفلاش».
لا تشمل القائمة التالية الحكام البلغار الأسطوريين وحكام بلغاريا العظمى القديمة المدرجة أسماءهم في مخطوطة الخانات البلغار وكذلك المطالبين بالعرش الذين فشلوا في الوصول إلى سدة الحكم.

## الحكام

### الخانات والإمبراطورية البلغارية الأولى (681-1018)
| الصورة                          | اللقب                                                                 | الاسم          | فترة الحكم    | ملاحظات / تاريخ الوفاة |
| ------------------------------- | --------------------------------------------------------------------- | -------------- | ------------- | --- |
|                                 |                                                                       |                |               | |
| سلالة دولو (681–753)            |                                                                       |                |               | |
|                                 | خان                                                                   | أسباروخ        | 681–701       | هو ابن الخان كوبرات، حاكم بلغاريا العظمى القديمة. أسس دولة بلغاريا بعد انتصاره في معركة أونجال عام 680 . توفي عام 701 في معركة ضد الخزر.                                                                                                |
|                                 | خان                                                                   | تيرفيل         | 701–721       | حصل على لقب قيصر عام 705 لمساعدة جستنيان الثاني في استعادة عرشه. ساعد البيزنطيين خلال حصار العرب الثاني للقسطنطينية. توفي عام 721. |
|                                 | خان                                                                   | كورميسي        | 721–738       | لا يعرف تاريخ وفاته |
|                                 | خان                                                                   | سيفار          | 738–753       | آخر حكام سلالة دولو. توفي بشكل طبيعي أو خُلع عن العرش في عام 753 |
| سلالة فوكيل (753-762)           |                                                                       |                |               | |
|                                 | خان                                                                   | كورميسوش       | 753–756       | كان في عهده بداية فترة من عدم الاستقرار الداخلي. خلع عن الحكم في 756. |
|                                 | خان                                                                   | فينه           | 756–762       | قٌتل في عام 762 |
| سلالة يوجين (762–765)           |                                                                       |                |               | |
|                                 | خان                                                                   | تيليتس         | 762–765       | قُتل في عام 765. |
| سلالة فوكيل (766)               |                                                                       |                |               | |
|                                 | خان                                                                   | سابين          | 765–766       | ربما كان من أصل سلافي. خلعه مجلس الشعب عام 766، فر إلى الإمبراطورية البيزنطية. |
|                                 | خان                                                                   | أومور          | 766           | حكم لمدة 40 يومًا فقط. خُلع في عام 766 وهرب إلى الإمبراطورية البيزنطية. |
| ليسوا من سلالات حاكمة (766-768) |                                                                       |                |               | |
|                                 | خان                                                                   | توكو           | 766–767       | قُتل في غابات نهر الدانوب عام 767 من قبل المعارضين لحكمه من سلالة دولو. |
|                                 | خان                                                                   | باجان          | 767–768       | قُتل على يد خدمه في منطقة فارنا. |
| سلالة كروم / دولو (768-997)     |                                                                       |                |               | |
|                                 | خان                                                                   | تيليريغ        | 768–777       | ابن تيرفيل. هرب إلى القسطنطينية عام 777 واعتنق المسيحية. |
|                                 | خان                                                                   | كاردام         | 777–803       | انتهت في عهده الأزمة الداخلية. وكانت فترة استقرار البلاد وتوحيدها. تاريخ وفاته غير معروف. |
|                                 | خان                                                                   | كروم           | 803–814       | اشتهر بمعركة بليسكا التي قُتل فيها الإمبراطور البيزنطي نقفور الأول. يعرف كروم أيضًا بأنه أول من قام بإدخال القوانين المكتوبة الأولى في بلغاريا. توفي بشكل طبيعي (على الأرجح من سكتة دماغية) في 13 أبريل 814. هناك عدة نظريات بخصوص وفاته. |
|                                 | حاكم كل البلغار (كاناسوبيجي)                                          | أومورتاج       | 814–831       | عُرف بسياسته الإنشائية والإصلاح الإداري واضطهاد المسيحيين. |
|                                 | خان                                                                   | مالامير        | 831–836       | الابن الثالث والأصغر لـ أومورتاج. مات لأسباب طبيعية في سن مبكرة. |
|                                 | خان                                                                   | بريسيان الأول  | 836–852       | تم دمج كل مقدونيا تقريبًا في بلغاريا في عهده |
|                                 | أمير                                                                  | بوريس الأول    | 852–889       | بدأت في عهده تنصير بلغاريا (تحولها إلى النصرانية)؛ اعتماد اللغة البلغارية القديمة كلغة رسمية للدولة والكنيسة؛ الاعتراف باستقلال الكنيسة البلغارية. تنازل عن العرش عام 883، وتوفي في 2 مايو 902، عن عمر يناهز 80 عامًا. أعلن قديسًا.       |
|                                 | أمير                                                                  | فلاديمير       | 889–893       | الابن الأكبر لبوريس الأول، حاول إعادة الديانة التنغرية.في عام 893 حرمه والده من العرش وجعله أعمى. |
|                                 | أمير / إمبراطور إمبراطور البلغاريينو الرومان (إدعاء) إمبراطور البلغار | سيميون الأول   | 893–927       | الابن الثالث لبوريس الأول، تربى ليصبح رجل دين لكنه توج كملك خلال مجلس بريسلاف. بلغت بلغاريا ذروتها وأقصى حد إقليمي في عهده. الذي كان العصر الذهبي للثقافة البلغارية. توفي بنوبة قلبية في 27 مايو 927، عن عمر يناهز 63 عامًا.             |
|                                 | إمبراطور إمبراطور البلغاريين                                          | بيتر الأول     | 927–969       | الابن الثاني لسيميون الأول. كان حكمه الذي دام 42 عامًا هو الأطول في تاريخ بلغاريا. تنازل عن العرش عام 969 وأصبح راهبًا. توفي في 30 يناير 970. أعلن قديسًا.                                                                                 |
|                                 | إمبراطور                                                              | بوريس الثاني   | 970–971       | الابن الأكبر لبيتر الأول. طرده البيزنطيون عام 971. قُتل بطريق الخطأ على يد حرس الحدود البلغاريين عام 977 عندما حاول العودة إلى البلاد.                                                                                                   |
|                                 | إمبراطور                                                              | رومان          | 977–991 (997) | الابن الثاني لبيتر الأول هرب من البيزنطيين إلى بلغاريا عام 977. أسره البيزنطيون في معركة عام 991 وتوفي في سجن القسطنطينية عام 997. |
| سلالة كمتيبيولي (997-1018)      |                                                                       |                |               | |
|                                 | إمبراطور إمبراطور البلغاريين                                          | صامويل         | 997–1014      | حاكم مشترك وعام تحت حكم الرومان بين 976 و 997. أعلن رسميًا إمبراطورًا لبلغاريا عام 997. توفي بنوبة قلبية في 6 أكتوبر 1014، عن عمر يناهز 69-70 عامًا.                                                                                       |
|                                 | إمبراطور                                                              | جافريل رادومير | 1014–1015     | هو الابن الأكبر لـ صامويل. تولى الحكم في 15 أكتوبر 1014. قُتل على يد ابن عمه إيفان فلاديسلاف في أغسطس 1015. |
|                                 | إمبراطور                                                              | إيفان فلادسلاف | 1015–1018     | ابن الملك آرون وابن أخ صامويل. قتل في حصار على مدينة دراس. أدى موته إلى نهاية الإمبراطورية البلغارية الأولى، التي ضمتها الإمبراطورية البيزنطية.                                                                                         |

### الملوك خلال الحكم البيزنطي (1018-1185)
| الصورة | اللقب    | الاسم         | فترة الحكم | ملاحظات / تاريخ الوفاة |
| ------ | -------- | ------------- | ---------- | --- |
|        | إمبراطور | بيتر ديليان   | 1040–1041  | كان يزعم أنه من نسل جافريل رادومير. قاد انتفاضة فاشلة ضد الحكم البيزنطي.                                                                                         |
|        | إمبراطور | قسطنطين بودين | 1072       | كان يُدعى قسطنطين بودين وسليل صموئيل، وقد أُعلن إمبراطور بلغاريا بعد الإمبراطور القديس بيتر الأول خلال انتفاضة جورجي فويت. بين عامي 1081 و 1101 كان حاكما لدوكليا. |

### الإمبراطورية البلغارية الثانية (1185–1396)
| الصورة                               | اللقب                                                       | الاسم                                     | فترة الحكم | ملاحظات / تاريخ الوفاة |
| ------------------------------------ | ----------------------------------------------------------- | ----------------------------------------- | ---------- | --- |
|                                      |                                                             |                                           |            | |
| سلالة آسين                           |                                                             |                                           |            | |
|                                      | إمبراطور                                                    | بيتر الثاني (ويعرف ايضا باسم بيتر الرابع) | 1185–1190  | كان اسمه في الأصل ثيودور، وأعلن إمبراطورًا لبلغاريا باسم بيتر الرابع خلال انتفاضة آسين وبيتر الناجحة. في عام 1190 تنازل عن العرش لأخيه الأصغر.     |
|                                      | إمبراطور                                                    | إيفان آسين الأول                          | 1190–1196  | الأخ الأصغر لبيتر الرابع (أو الثاني). كان جنرالًا ناجحًا، وقد حكم حتى عام 1196 عندما قُتل على يد ابن عمه إيفانكو.                                    |
|                                      | إمبراطور                                                    | بيتر الثاني (ويعرف ايضا باسم بيتر الرابع) | 1196–1197  | بعد وفاة أخيه عاد إلى العرش البلغاري. قتل عام 1197.                                                                                               |
|                                      | إمبراطور إمبراطور البلغار والفلاش، قاتل الرومان             | كالويان                                   | 1197–1207  | الأخ الثالث لآسين وبيتر. توسعت بلغاريا في عهده وأبرمت اتحادا مع الكنيسة الكاثوليكية. قُتل على يد المتآمرين أثناء حصار سالونيك.                     |
|                                      | إمبراطور                                                    | بوريل                                     | 1207–1218  | ابن أخت كالويان. خلع عن العرش وأصيب بالعمى عام 1218.                                                                                              |
|                                      | إمبراطور إمبراطور البلغار والإغريق                          | إيفان آسين الثاني                         | 1218–1241  | الابن الأكبر لإيفان آسين الأول. بلغت الإمبراطورية البلغارية الثانية ذروتها في عهده. توفي بشكل طبيعي في 24 يونيو 1241، عن عمر يناهز 46-47 عامًا.    |
|                                      | إمبراطور                                                    | كليمان آسين الأول                         | 1241–1246  | ابن إيفان آسين الثاني. ولد عام 1234، وتوفي ربما بعد أن تعرض للتسمم عام 1246، عن عمر يناهز 12 عامًا.                                                |
|                                      | إمبراطور                                                    | مايكل الثاني آسين                         | 1246–1256  | ابن إيفان آسين الثاني. قتل على يد ابن عمه كليمان.                                                                                                 |
|                                      | إمبراطور                                                    | كليمان آسين الثاني                        | 1256       | قتل عام 1256. |
|                                      | إمبراطور                                                    | ميتسو آسين                                | 1256–1257  | صهر إيفان آسين الثاني. هرب إلى إمبراطورية نيقية عام 1261.                                                                                         |
|                                      | إمبراطور الإمبراطور المؤمن بالمسيح حاكم البلغار             | كونستانتين تيه                            | 1257–1277  | حاكم إسكوبية. قُتل في معركة عام 1277 على يد زعيم الفلاحين إيفايلو.                                                                                 |
|                                      | إمبراطور                                                    | إيفان آسين الثالث                         | 1279–1280  | الابن الأكبر لميتسو آسين. هرب إلى القسطنطينية حاملا أموال الدولة.                                                                                 |
| ليس من سلالة حاكمة                   |                                                             |                                           |            | |
|                                      | إمبراطور                                                    | إيفايلو                                   | 1277–1280  | زعيم انتفاضة فلاحية كبرى. هرب إلى دولة مغول الشمال وقتله الحاكم المغولي نوغاي خان.                                                                |
| سلالة ترتر (1280-1292)               |                                                             |                                           |            | |
| ملف:Coin of George Terter.png        | إمبراطور                                                    | جورج الأول                                | 1280–1292  | حاكم شيرفن. هرب إلى الإمبراطورية البيزنطية عام 1292، وتوفي في بلغاريا عام 1308-1309.                                                              |
| سلالة سميليتس (1292-1299)            |                                                             |                                           |            | |
|                                      | إمبراطور                                                    | سميليتس                                   | 1292–1298  | حاكم كوبسيس. قُتل أو مات لأسباب طبيعية عام 1298.                                                                                                   |
| ليس من سلالة حاكمة (1299-1300)       |                                                             |                                           |            | |
|                                      | إمبراطور                                                    | شاكا                                      | 1299–1300  | ابن الجنرال المنغولي نوغاي خان. خُلع وخُنق في السجن عام 1300.                                                                                       |
| سلالة ترتر (1300-1322)               |                                                             |                                           |            | |
|                                      | إمبراطور                                                    | ثيودور سفيتوسلاف                          | 1300–1321  | ابن جورج الأول أمضى شبابه كرهينة في دولة مغول الشمال. كان حكمه بمثابة إحياء لبلغاريا. توفي بشكل طبيعي في أواخر عام 1321، عن عمر يناهز 50-55 عامًا. |
|                                      | إمبراطور                                                    | جورج الثاني                               | 1321–1322  | ابن ثيودور سفيتوسلاف. مات ميتة طبيعية في أواخر عام 1322.                                                                                          |
| أسرة شيشمان (1323-1396)              |                                                             |                                           |            | |
|                                      | إمبراطور                                                    | مايكل شيشمان الثالث                       | 1323–1330  | حاكم فيدين. أصيب بجروح قاتلة في معركة فيلبزد في 28 يوليو 1330 ضد الصرب.                                                                           |
|                                      | إمبراطور                                                    | إيفان ستيفن                               | 1330–1331  | ابن مايكل شيشمان الثالث. خُلع في مارس 1331 وهرب إلى صربيا. ربما مات عام 1373.                                                                      |
|                                      | إمبراطور الإمبراطور المؤمن بالمسيح حاكم البلغار واليونانيين | إيفان أليكسندر                            | 1331–1371  | حاكم لوفتش. كان في عهده العصر الذهبي الثاني للثقافة البلغارية. بعد وفاته لأسباب طبيعية في 17 فبراير 1371، تم تقسيم بلغاريا بين أبنائه.            |
|                                      | إمبراطور الإمبراطور المؤمن بالمسيح حاكم البلغار واليونانيين | إيفان شيشمان                              | 1371–1395  | الابن الرابع لإيفان الكسندر. |
|                                      | إمبراطورية امبراطور البلغار                                 | إيفان سراتسيمير                           | 1356–1396  | الابن الثالث لإيفان الكسندر. كان يحكم فيدين. |
|                                      | قيصر (إمبراطور) بلغاريا                                     | قسطنطين الثاني                            | 1397–1422  | ابن إيفان سراتسيمير ووالدته هي آنا ابنة الأمير نيكولاي ألكساندرو حاكم فالاشيا. كان مساعدا لوالده في الحكم أو حاكما عام 1395 أو قبله.              |
| غزو الإمبراطورية العثمانية لبلغاريا. |                                                             |                                           |            | |

### إمارة بلغاريا ومملكة بلغاريا (1878-1946)
| الصورة                | اللقب       | الاسم          | فترة الحكم                      | ملاحظات / تاريخ الوفاة |
| --------------------- | ----------- | -------------- | ------------------------------- | --- |
|                       |             |                |                                 | |
| أسرة باتنبرغ          |             |                |                                 | |
|                       | أمير        | ألكسندر الأول  | 29 أبريل 1879 – 7 سيبتمبر 1886  | تنازل بسبب الضغط الروسي. توفي في 23 أكتوبر 1893 في غراتس. |
| أسرة ساكس-كوبرغ وغوتا |             |                |                                 | |
|                       | أمير / قيصر | فرديناند الأول | 7 يوليو 1887 – 3 أكتوبر 1918    | أصبح قيصرًا بعد الإعلان الرسمي للاستقلال في 22 سبتمبر 1908. تنازل عن العرش في 3 أكتوبر 1918 بعد هزيمة بلغاريا في الحرب العالمية الأولى وتوفي في 10 سبتمبر 1948 في كوبورغ.                                                    |
|                       | قيصر        | بوريس الثالث   | 3 أكتوبر 1918 – 28 أغسطس 1943   | توفي في 28 أغسطس 1943. |
|                       | قيصر        | سيميون الثاني  | 28 أغسطس 1943 – 15 سيبتمبر 1946 | أصبح قيصر بلغاريا وهو في السادسة من عمره بعد وفاة والده بوريس الثالث. ألغى الشيوعيون النظام الملكي. شغل منصب رئيس الوزراء الثامن والأربعين لبلغاريا بين 24 يوليو 2001 و 17 أغسطس 2005. لا يزال على قيد الحياة حتى عام 2020. |